# حارس أحراج
حارس الأحراج أو حارس المتنزه أو حارس الغابة شخص مكلف بحماية المتنزه والمحافظة عليها بما في ذلك المنتزهات الوطنية أو الحكومية أو الإقليمية أو المحلية.

## التسمية
قد يتم تعريف "الحدائق" على نطاق واسع من قبل بعض الأنظمة في هذا السياق، وتشمل البيئات المحمية ذات الأهمية الثقافية أو التاريخية، وليست مقتصرة على البيئة الطبيعية. تختلف الأسماء المستخدمة لهذا المنصب من دولة لأخرى. "الحارس" (بالإنجليزية: Warden)‏ هو المصطلح المفضل في كندا وأيرلندا والمملكة المتحدة. أما في الولايات المتحدة، فإن المتنزهات الوطنية تشير إلى هذا المنصب بمسمى حارس المتنزه (بالإنجليزية: park ranger)‏. أما حُراس المناطق (بالإنجليزية: District Rangers)‏ في خدمة الغابات الوطنية الأمريكية، فلا يقومون بنفس المهام، بل يركزون على إدارة مناطق الحراس، وهي وحدات فرعية ضمن الغابات الوطنية. هناك بعض المناصب الأخرى في خدمة الغابات الوطنية تحمل عنوان "حارس" (بالإنجليزية: Ranger)‏، ولكن هناك العديد من المناصب التي تقوم بأعمال مشابهة في الهواء الطلق، مثل الحراس الزراعيون وفنيو الحراجة وضباط إنفاذ القانون. تستخدم بعض البلدان مصطلح "حارس الحديقة" أو "حارس الصيد" لوصف هذه المهنة. يتضمن هذا المجال العديد من التخصصات والتحصصات، ويتعين على حُراس الحدائق غالبًا أن يكونوا بارعين في أكثر من مجال. ومن مهامهم العناية بالحدائق الوطنية.

## في الثقافة الشعبية
تم إنشاء صورة نمطية لحراس الحدائق الأمريكية عبر وسائط الإعلام الموجهة للأطفال، مثل مسلسل الرسوم المتحركة يوغي بير أو الدب يوغي (بالإنجليزية: Yogi Bear) (بشخصية حارس الغابة سميث)، بالإضافة إلى شخصية حارس الحدائق وودلور من ديزني وشخصية رينجر ريك البشرية المجسدة من مجلة تحمل نفس الاسم. هذه الشخصيات والأدوار المجسدة تشكل صورة معينة لحراس الحدائق الذين يعملون في المتنزهات الوطنية